# Льоне
Льоне (на немски: Löhne; Loihne, Loine) е град в Северен Рейн-Вестфалия, Германия, с 39 605 жители (към 31 декември 2014). Намира се на ок. 25 км североизточно от Билефелд. Издигнат е на град през 1969 г.
- Църквата Матеус в Льоне-гара